# Mnet 20's Choice Awards
O Mnet 20's Choice Awards (em coreano: 엠넷 20 초이스 어워즈), é uma premiação de música que é realizado anualmente na Coreia do Sul.

## 2011
Os vencedores da quinta edição do evento foram:
- Hot Ator de Drama: Cha Seung Won
- Hot Atriz de Drama: Gong Hyo Jin
- Hot Style Icon: Gong Hyo Jin
- Hot Korean Wave Star: KARA
- Hot Blue Carpet Star: f(x)
- Hot New Star: Suzy
- Hot Performance Star: B2st
- Hot Funniest Guys: BalleriNO
- Hot Corpo Feminino: Honey Lee
- Hot Corpo Masculino: Cha Seung Won
- Hot 20’s Voice: Yoo Ah In
- Hot Campus Girl: Goo Ha-ra
- Hot Trend Musician: f(x)
- Hot Canção Online: "Black & White" (G.NA)
- Pocari Sweat Hot Balance Star: 2AM
- Hot Trendy Guy: Kim Min Joon
- Hot Mentor: Lee Seung Chul
- Hot Variety Star: Yoo Se Yun
- Hot Astro de Cinema: Kang Sora
- Hot Astro de Esportes: Son Yeon Jae
- Hot CF Star: IU

## 2010
Os vencedores da quarta edição da premiação foram os seguintes:
Estrelas Mais Influentes 20's:
- 2PM
- 4minute
- T-ara
- 2AM
- Lee Su Geun
- Ki Sung Yong
- Kim Tae Won
- Supreme Team
- Park Myung Soo
- Bang Shi Hyuk
- Kim Hyun Joong
- Tiger JK e Yoon Mirae
- Kim Gab Soo
- UV
- Shin Se Kyung
- Chun Jung Myung
- Lee Jung Jae
- Seo In Young
- Jo Kwon
- Ahn Chul Soo

- Smoothie King Cool Star Award: B2st
- Favorite Style Girl Group for Dance, Style, and Body: 4minute
- Daum’s Search Hot Star Award: 2PM

## 2009
Os vencedores da terceira edição do evento foram os seguintes:
- Hot Astro de Drama, Masculino: Lee Seung Gi (Brilliant Legacy)
- Hot Astro de Drama, Feminino: Han Hyo Joo (Brilliant Legacy)
- Hot Astro de Cinema, Masculino: Ha Jung Woo (Country Representative)
- Hot Astro de Cinema, Feminino: Ha Ji Won (Haeundae)
- Hot CF Star: 2NE1 & Big Bang – Lollipop
- Hot New Star: 2NE1
- Hot Variety Star: Gil
- Hot Character: Teacher Kang
- Hot Multitainer: Lee Hyori
- Hot Astro de Esportes: Kim Yuna
- Hot Corpo: Lee Hyori
- Hot Style Icon: Lee Hyori
- Hot Fashionista: Shin MinAh
- Hot Canção Online: Fire por 2NE1
- Hot Performance Star: 2PM
- Hot Boom Up Song: Neverending Story por Yoon Sanghyun
- Hot Casal: Kim Young Jun e Hwang Jung Eum
- Hot Mr. Beauty: Nichkhun do 2PM
- Hot Summer Heat Popularity Award: 2PM

## 2008
Nesta edição, os ganhadores foram:
- Hot Jovem, Masculino: Yoo Seung-ho
- Hot Astro de Cinema, Feminino: Kim Min-hee
- Hot Astro de Cinema, Masculino: Jang Geun-seok
- Hot Astro de Drama, Masculino: Lee Beom-soo
- Hot Astro de Drama, Feminino: Kim Min-jung
- Hot Casal: Crown J & Seo In-young
- Hot Canção Online: "One More Time" (Jewelry)
- Hot Astro de Esportes: Jang Mi-ran
- Hot Astro Global: Park Yong-ha
- Hot CF Star: Lee Kwang-soo, Hong In-young
- Hot Fashionista: Ryu Seung-beom
- Hot Sweet Music: "Kissing You" (Girls Generation)
- Hot Club Music: "So Hot" (Wonder Girls)
- Hot Style Icon: Lee Hyori
- Hot Performance Musician: Lee Hyori
- Hot Trend Musician: Big Bang
- Hot New Star: SHINee
- Hot Schoolgirl: Sohee de Wonder Girls
- Hot Radio DJ: Kangin & Taeyeon "Good Friends"
- Hot Character Star: Jun Jin
- Hot Sitcom Star: Baek Sung-hyun
- Hot Cable Show: Infinity Girls no MBC Everyone
- Hot Crítica: "A~" de Crown J
- Hot Comeback Star: No Moo-hyun, ex-presidente
- Hot Variety Star: Yoo Jae-seok
- Hot Issuemaker: American beef

## 2007
A primeira edição da premiação contou com os seguintes vencedores:
- Grupo Mais Popular: Super Junior
- Melhor Performance: Super Junior
- Mais Bem Vestido: Super Junior
- Melhor Bad Boy: Kangin
- Melhor Pretty Boy: Kim Heechul
- Melhor Vocal: Kim Jinho do SG Wannabe
- Melhor DJ: Haha
- Melhor Comediante: Kang Yoomi & Yoo Sae-yoon
- Melhor Corpo: Hyun Young
- Melhor Artista: Hyun Young
- Melhor Beijo: Choi Min Yong e Suh Min Jung
- Melhor New Star: Jung Il-woo
- Melhor Astro de Drama: Jung Il-woo
- Melhor Artista Feminino: Ivy
- Top Model: Song Kyong Ah
- Melhor Alien: Andre
- Melhor Casting: Lee Soon-Jae
- Melhor Casal: Kim Bum & Kim Hye Sung
- Melhor Astro de Drama: Park Hae Mi
- Melhor Atriz: Kim A-Joong
- Melhor Estilo: Gong Yoo & Lee Hyori
- Melhor Artista Masculino: Se7en
- Melhor Ator Masculino: Jo In Sung
- Melhor CF Star: Jo In Sung
- Mais Fotogênico: Jo In Sung

## Maiores vencedores
| Posição          | 1ª        | 2ª  | 3ª                             |
| ---------------- | --------- | --- | ------------------------------ |
| Artista          | Lee Hyori | 2PM | 2NE1, Super Junior, Jo in Sung |
| Total de prêmios | 6         | 4   | 3                              |